# トリヴィリャーノ
トリヴィリャーノ（伊: Trivigliano）は、イタリア共和国ラツィオ州フロジノーネ県にある、人口約1,600人の基礎自治体（コムーネ）。

## 地理

### 位置・広がり

#### 隣接コムーネ
隣接するコムーネは以下の通り。
- アラトリ
- フェレンティーノ
- フィウッジ
- フモーネ
- グアルチーノ
- トッレ・カイエターニ

### 気候分類・地震分類
トリヴィリャーノにおけるイタリアの気候分類 (it) および度日は、zona E, 2527 GGである。
また、イタリアの地震リスク階級 (it) では、zona 2B (sismicità media) に分類される。

## 行政

### 山岳部共同体
広域行政組織である山岳部共同体「モンティ・エルニチ山岳部共同体」 (it:Comunità montana Monti Ernici) （事務所所在地: ヴェーロリ）を構成するコムーネの一つである。

### 分離集落
トリヴィリャーノには、以下の分離集落（フラツィオーネ）がある。
- San Giovanni, Pratovalle, Sassotello, 3 Fontane, Cerreta, Valcagnano, Canterno, Padoni, Collitimi, Pezze, Colle Jorio, Rasella, Monte Santa Croce, Dello Spreco